# Tristan Cooke
Tristan Cooke (n. 1970) é um DJ e produtor musical britânico do trance psicadélico.

## Biografia
Depois de se formar na Warwick University, Cooke viajou pela Índia tocando em festas da Goa Trance.

## Discografia

### Álbuns de estúdio
- Audiodrome - Twisted Records, 1999
- Substance - Twisted Records, 2002
- Chemisphere - Nano Records, 2007
- Way of Life - Nano Records, 2014

### EP
- 100th Monkey & Tristan - Desert Music E.P Part 1 - Matsuri Productions, 1995
- Close Zen Counters EP - Aquatec Records, 1996
- The F.O.G. EP - 21-3 Records, 1996
- Process - KV 23 EP - Flying Rhino Records, 1996
- Inside Out EP - Twisted Records, 1998
- The Temple EP - Twisted Records, 1999
- The Collaborator EP - Spiral Trax International, 1999
- Fresh Perspective EP - Flying Rhino Records, 2000
- Alpha Activity EP - Twisted Records, 2001
- Identified EP - Tristan vs The Antidote - Nano Records, 2010
- Trance Odyssey EP - Nano Records, 2011
- Force Of Nature by Tristan & Outsiders - Nano Records, 2013
- Road To Dendron EP - Tristan & Mandala - Nano Records, 2018

### De compilação
- Twisted Sessions vol. 1 - Twisted Records, 2002
- Spectrum 2 - Dance Club, 2004
- UK Psychedelic Twisted Records, 2014